# Атланта звичайна
Атланта звичайна (Atlanta peronii) — вид морських равликів, голопланктонних морських черевоногих молюсків родини Atlantidae, а також типовий вид роду.

## Розповсюдження
Цей вид зустрічається в Південній Кореї, регіоні Південного та Східно-Китайського морів материкового Китаю, а також в океанічних регіонах навколо Тайваню.

## Середовище існування
Вид голопланктонний (живе у товщі води). Мешкає в піщаному мілководному морі, однак максимальна зареєстрована глибина становить 3338 м.

## Опис
Максимальна зареєстрована довжина раковини становить 11 мм.